# Trouble de la conduction cardiaque
 (juin 2012).
Si vous disposez d'ouvrages ou d'articles de référence ou si vous connaissez des sites web de qualité traitant du thème abordé ici, merci de compléter l'article en donnant les références utiles à sa vérifiabilité et en les liant à la section « Notes et références ».

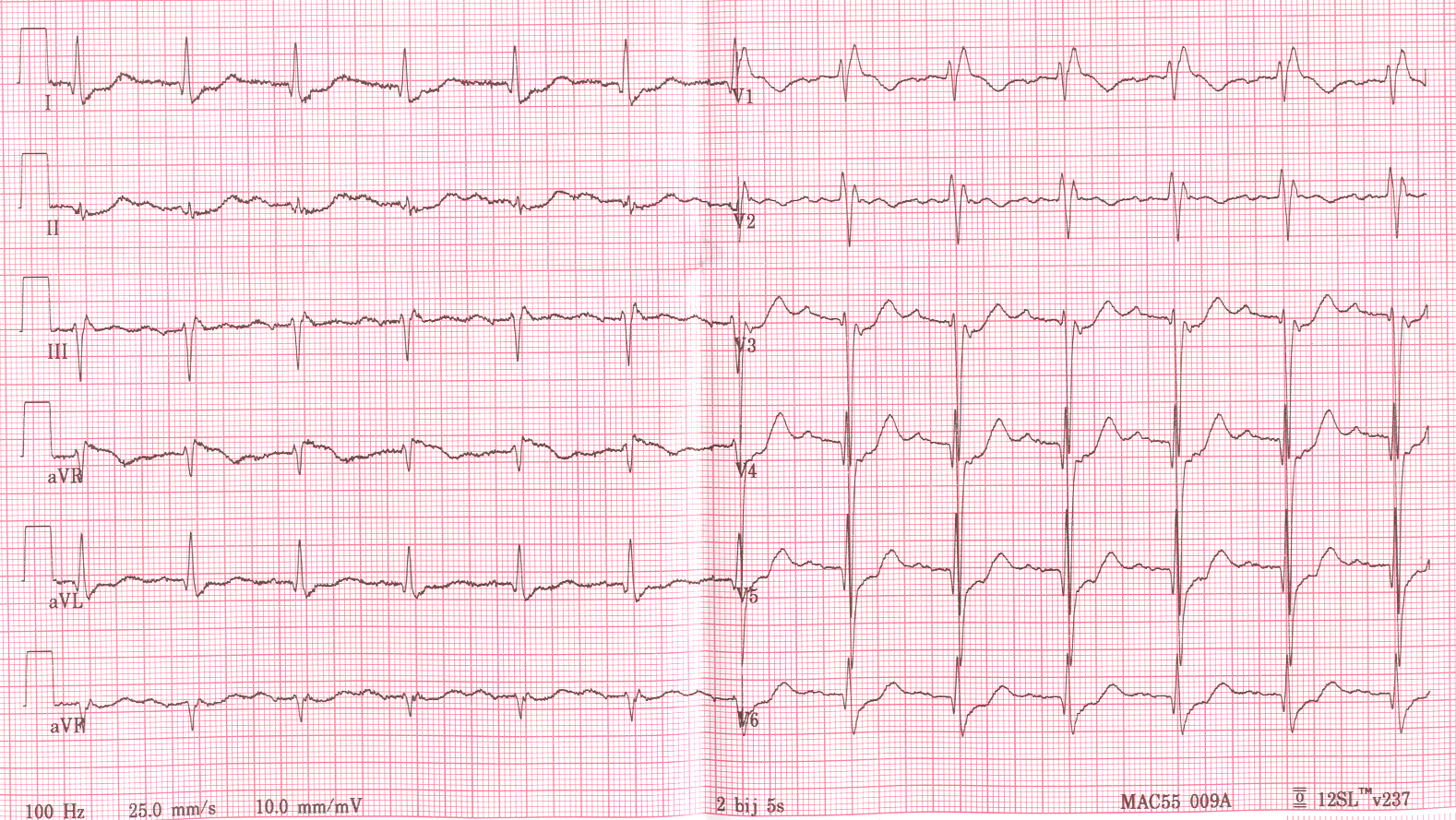
Bloc trifasciculaire associant un bloc auriculoventriculaire II de type 1, un bloc de branche droit et une déviation axiale gauche.

Un trouble de la conduction cardiaque est une maladie pouvant se traduire par un cœur lent (bradycardie) et dont la cause est une atteinte des voies de conduction cardiaque.

## Physiopathologie et classification

### Éléments d'anatomie et de physiologie
La synchronisation des contractions oreillettes-ventricules est sous commande électrique. Le phénomène électrique est secondaire à une dépolarisation des cellules (inversion de la polarité électrique entre l’intérieur et l’extérieur de la cellule par migration d’ions à travers la paroi). La traduction macroscopique de ce phénomène constitue l’ECG. Cette dépolarisation est conduite de proche en proche à l’ensemble du cœur mais peut prendre des chemins préférentiels que sont les voies de conduction. Les principales structures en cause sont :
- le nœud sinusal (appelé aussi nœud de Keith et Flack), situé dans l’oreillette droite : c’est là où débute l’activation électrique rythmique du cœur qui est transmise de proche en proche jusqu’au
- le nœud auriculoventriculaire (appelé aussi nœud d’Aschoff-Tawara), situé à la jonction atrioventriculaire : il s’agit d’un tissu spécialisé permettant la transmission et le filtrage de l’activité électrique auriculaire (de l’oreillette) aux ventricules. Grâce à lui, une stimulation auriculaire trop rapide n’est que partiellement transmise, évitant ainsi l’emballement de la fréquence ventriculaire. Il est relié au faisceau de His (à la partie haute du septum inter ventriculaire) qui se divise en deux branches, allant vers les ventricules droit et gauche.

L’atteinte de ces structures peut se manifester par une bradycardie, sans que cela soit obligatoire.

### Classification
Ces trois structures peuvent être lésées totalement ou partiellement :
- bloc sino auriculaire ou dysfonction sinusale : trouble conductif au niveau auriculaire. Si elle est associée à des troubles du rythme supraventriculaire, il s’agit alors d’une maladie rythmique de l’oreillette ;
- bloc auriculo ventriculaire : trouble conductif entre les oreillettes et les ventricules ;
- bloc de branche, droit ou gauche, complet ou incomplet : trouble conductif au niveau du ventricule, qui ne se manifeste pas en règle par une bradycardie.

Le trouble conductif peut être paroxystique et transitoire, ou permanent.

## Causes
Le plus souvent dégénératifs, les troubles de la conduction sont secondaires à une fibrose des tissus concernés, devenant de plus en plus fréquents avec l’âge.
Il faut bien entendu éliminer une cause médicamenteuse : antiarythmiques essentiellement, dont les bêtabloquants.
Il existe d’autres causes plus rares : bloc atrioventriculaire au décours d’un infarctus aigu, de certaines pathologies infectieuses, ou même des troubles de la conduction congénitaux (de naissance).

## Diagnostic

### Clinique
- En cas de ralentissement trop important de la fréquence cardiaque ou de pause prolongée, on peut avoir des malaises, ou une syncope (perte de connaissance brutale).
- Si le ralentissement de la fréquence cardiaque est modéré, le patient ne peut se plaindre que d’une simple asthénie (fatigue) ou d’une intolérance à l’effort.

### Examens complémentaires
- l’ECG : examen clé pour le diagnostic à condition de pouvoir surprendre le trouble conductif s’il n’est que paroxystique.
- le Holter : Il s’agit d’un enregistrement électrocardiographique sur 24 h à l’aide d’un dispositif portable. Il permet de détecter un trouble conductif paroxystique s’il a eu lieu durant l’enregistrement.
- l’exploration électrophysiologique est un examen se faisant au cours d’une hospitalisation, sous anesthésie locale et dans des conditions de propreté chirurgicale. Une ou plusieurs sondes sont montées après ponction veineuse, directement dans les cavités cardiaques sous contrôle radiographique. Cet examen permet de situer le niveau de l’atteinte.

## Traitement

### En urgence
Il faut dans un premier temps essayer d’arrêter les médicaments bradycardisants (qui ralentissent la fréquence cardiaque).
Dans l’urgence et si le rythme cardiaque est trop lent et le patient symptomatique :
- Appeler les services d'aide médicale urgente pour une prise en charge médicalisée ;
- Si le patient se présente dans un tableau d’arrêt cardiaque, commencer les manœuvres de réanimation ;
- Les médicaments employés par le médecin pour accélérer le cœur sont essentiellement l’atropine et l’isoprénaline ;
- Chez le patient hospitalisé, avec une bradycardie mal tolérée, on peut être amené à poser un électroentraînement systolique temporaire (pacemaker provisoire) : sous radioscopie et sous anesthésie locale, on monte une sonde par voie veineuse (le plus souvent fémorale) jusqu’à la pointe du ventricule droit. Un boîtier y est connecté, délivrant de courtes impulsions électriques à une fréquence déterminée permettant le maintien du rythme cardiaque ;
- En urgence, on dispose maintenant d’un électroentraînement systolique externe : deux palettes gélifiées sont disposées, l’une face antérieure du thorax, l’autre face postérieure, et sont connectées à un scope défibrillateur permettant de délivrer rythmiquement de petites décharges électriques ce qui permet d’entraîner le cœur.

### Le pacemaker
Le traitement curatif reste la stimulation cardiaque définitive (« pacemaker » ou « stimulateur cardiaque ») :
dans des conditions d’asepsie chirurgicale et sous anesthésie locale, une poche est confectionnée dans la région sous claviculaire afin d’y mettre un boîtier métallique (taille actuelle de quelques millimètres d’épaisseur et moins de 5 cm de diamètre) contenant une électronique de contrôle ainsi que la pile électrique. À ce boîtier sont connectées une ou plusieurs sondes dont l’extrémité distale est positionnée dans l’oreillette et/ou le ventricule droit.
La surveillance se fait grâce à une interrogation directe du boîtier par un ordinateur extérieur et de manière plus simple par un ECG.
La durée de vie actuelle d’un pacemaker est de 5 à 10 ans. En cas d’épuisement de la pile, il faut alors simplement changer le boîtier en le connectant aux anciennes sondes.
Le port d’un pacemaker requiert quelques précautions pour éviter les interférences électromagnétiques :
- Éviter plaques de chauffage à induction, soudure à l’arc, stockage du téléphone portable dans la poche près du pacemaker, éviter aussi de stationner près des arceaux anti-vol des magasins ;
- Contre indication de l’emploi d’appareils d’électrothérapie ou d’électrostimulation…
- Avertir en cas de passage sous des portiques détecteurs de métaux (aéroports…) : risque de déclenchement de l’alarme ;
- Sur le plan médical : contre-indication de l’IRM, précautions d’emploi en cas d’utilisation de bistouri électrique, en cas de radiothérapie ;
- Éviter l’exposition solaire directe (risque de brûlure accru du fait de la présence d’une masse métallique pouvant stocker la chaleur en sous cutané).

En fait, ces situations sont plutôt rares dans la vie courante et ne doivent pas inquiéter. En cas de doute ou de question, en parler au médecin.
Chaque patient porteur d’une pile doit être muni en permanence d’un « carnet de pile » sur lequel sont mentionnés la marque du boîtier et des sondes, la date de pose et l’adresse du centre d’implantation, les réglages et contrôles faits sur cette pile.